# Pseudochirops
Pseudochirops Matschie, 1915 è un genere di marsupiali arboricoli della famiglia degli Pseudocheiridi. Costituisce da solo la sottofamiglia degli Pseudochiropsini (Pseudochiropsinae Kirsch, Lapointe e Springer, 1997), uno dei tre sottogruppi in cui viene suddivisa la loro famiglia. Il genere comprende cinque specie.

## Descrizione
Le specie del genere Pseudochirops hanno una lunghezza testa-corpo di 289-410 mm, una lunghezza della coda di 258-371 mm, e un peso di 640-2250 g. Le regioni superiori sono color rame o verde-argenteo, mentre quelle inferiori sono più chiare; in alcune specie sono presenti delle strisce dorsali scure e dei segni chiari sul muso. La coda è prensile e presenta l'estremità distale glabra come quella delle specie del genere Pseudocheirus. Le caratteristiche che differenziano Pseudochirops da Pseudocheirus sono le seguenti: manto breve, folto e fine; coda più corta di testa e corpo, che si affusola rapidamente a partire da una base ricoperta da una pelliccia molto folta fino a divenire sottile e scarsamente ricoperta da una leggera peluria, con una lunga zona callosa; pupilla con fessura verticale. A queste caratteristiche Tim Flannery aggiunge la presenza di molari più grandi e complessi di quelli delle specie di Pseudocheirus.

## Distribuzione e habitat
A eccezione di P. archeri, diffuso nel Queensland nord-orientale, tutte le specie di Pseudochirops sono originarie della Nuova Guinea: P. cupreus e P. corinnae sono diffusi lungo la Cordigliera Centrale, P. coronatus vive unicamente sui monti Arfak, nell'estremità occidentale dell'isola, e P. albertisii vive nelle regioni settentrionali e occidentali, nonché sulla vicina isola di Yapen.

## Biologia
Le specie della Nuova Guinea si incontrano prevalentemente nelle foreste di montagna incontaminate ad altitudini di 1000-4000 m e potrebbero essere in diminuzione in seguito alla distruzione del loro habitat da parte dell'uomo. Il coda ad anello verde (P. archeri), dell'Australia, vive nelle foreste pluviali di alta quota e sembra essere in grado di sopravvivere in aree parzialmente disboscate. Sia il coda ad anello verde che quello orientale (P. corinnae) sono piuttosto insoliti, in quanto dormono su rami ben esposti piuttosto che in un nido. Al contrario, il coda ad anelli rossastro (P. cupreus) trova riparo sia nelle cavità degli alberi che in tane scavate sotto le radici degli alberi. Probabilmente tutte le specie sono notturne, ma talvolta si spostano anche di giorno. Sono tutte prevalentemente folivore, ma possono anche mangiare frutta. Il coda ad anello verde è solitario e si riproduce soprattutto nell'ultima metà dell'anno. Il coda ad anello rossastro si riproduce in ogni periodo dell'anno. Generalmente la femmina dà alla luce un unico piccolo.

## Conservazione
La IUCN classifica P. coronatus della Nuova Guinea come «vulnerabile» (Vulnerable), poiché si ritiene che la specie stia subendo un sostanziale declino. P. albertisii e P. corinnae, anch'essi della Nuova Guinea, vengono designati come «prossimi alla minaccia» (Near Threatened).

## Tassonomia
Il genere Pseudochirops comprende cinque specie:
- Pseudochirops albertisii (Peters, 1874) - coda ad anello di D'Albertis;
- Pseudochirops archeri (Collett, 1884) - coda ad anello verde;
- Pseudochirops corinnae (Thomas, 1897) - coda ad anello orientale;
- Pseudochirops coronatus (Thomas, 1897) - coda ad anello coronato;
- Pseudochirops cupreus (Thomas, 1897) - coda ad anello rossastro.